# Jens Augsburg
Jens Augsburg (født 9. februar 1928, død 22. oktober 1996[kilde mangler]) var en dansk atlet. Han var under hele karrieren medlem af Københavns IF. Han vandt en sølv- og to bronze individuelle medaljer ved de danske mesterskaber og fire guld på 4 x 100 meter. Han var fem gange på landsholdet.

## Danske mesterskaber
- Guld 1954 4x100 meter 44,2
- Guld 1950 4x100 meter 43,4
- Bronze 1947 100 meter 11.2
- Bronze 1947 200 meter 23.4
- Sølv 1946 200 meter 23.1

## Personlige rekorder
- 100 meter: 11.0 1946
- 200 meter: 22,5 1947